# Hora Um da Notícia
Hora Um da Notícia —conocido también como Hora Um o simplemente H1— es un noticiero brasileño producido por TV Globo. Emitido desde el 1 de diciembre de 2014, está dirigido al público mañanero y sigue los temas más importantes de Brasil y del mundo durante las primeras horas de la mañana. Desde septiembre de 2019, ha sido presentado por Roberto Kovalick, siendo finalmente reemplazado por Ana Paula Campos y Michelle Barros.
El noticiero también cuentan con apariciones diarias en vivo de Jacqueline Brasil y Alessandro Jodar, que brindan la última información meteorológica y deportiva, respectivamente. También trae las principales noticias internacionales en vivo, con corresponsales como Ilze Scamparini en Roma y Carlos Gil en Tokio.

## Historia
Hasta el 14 de noviembre de 2014, el horario de los noticieros estaba ocupado por las clases de Telecurso, transmitidas por Rede Globo durante 36 años y por la emisión diaria de Globo Rural, que se estrenó el 9 de octubre de 2000. Con el anuncio de Hora Um da Notícia, se informó que Telecurso se trasladaría a plataformas de internet —transmitiéndose al aire por TV Cultura, Futura, TV Brasil, TV Aparecida y Rede Vida— y Globo Rural solo los domingos. Con el debut del periodismo, los noticieros locales ganaron media hora más en duración. Para su implementación y producción, Hora Um contó con los productores de Globo Rural.
El noticiero debutó el 1 de diciembre de 2014, presentado por Monalisa Perrone, a las cinco de la mañana de lunes a viernes. El 7 de septiembre de 2015, Flávia Alvarenga reemplazó a Perrone, quien padecía conjuntivitis. El 14 de noviembre del mismo año, Hora Um tuvo una edición especial el sábado y a diferente horario, a las 6:00 a. m. con la presentación de Renata Capucci Debido a los atentados terroristas del 13 de noviembre de 2015 en París. El 12 de mayo de 2016, día en que el senado votó la admisibilidad del proceso de acusación de Dilma Rousseff, William Waack presentó el noticiero junto con Perrone. Flávia Freire e Izabella Camargo presentan Hora Um, reemplazando a Perrone en sus días libres.
Hasta el 17 de febrero de 2017, Hora Um da Notícia se transmitía en vivo solo en los estados que adoptaron el mismo horario que Brasilia, siendo transmitida a los estados de Mato Grosso y Mato Grosso do Sul, Amazonas, Rondônia, Roraima y Acre, debido a la diferencia horaria entre estos estados en relación con la capital federal; dicha medida también se aplica a la Región Nordeste y los estados de Amapá, Pará y Tocantins, cuando Brasilia cambia al horario de verano, debido al sistema de transmisión satelital de Globo llamado Rede Fuso. Sin embargo, desde el 20 de febrero de 2017, las noticias de televisión se transmiten en vivo para todos los estados que adoptan una hora menos que Brasilia, según un anuncio de Rede Amazônica, TV Centro América y TV Morena. En Acre, el noticiero comenzó a transmitirse a las 4:00 a. m., se grabó y transmitió una hora más tarde en invierno y dos horas más tarde en verano.
El 13 de agosto de 2018, el noticiero tuvo dos horas de emisión, con el cambio de horario de inicio de 4:00 a. m. a 5:00 a. m. y la ampliación del equipo de especialistas y corresponsales. Los medios han sugerido que este cambio fue una forma de extender aún más la duración del noticiero en las primeras horas de la mañana, con el fin de ofrecer una alternativa al público en ese horario.
El 3 de septiembre de 2019, Perrone anunció su salida de Globo para trasladarse a CNN Brasil. Ese mismo día, la cadena anunció como su reemplazo a Roberto Kovalick, quien asumió el cargo el 9 de septiembre. En diciembre de 2018, Jacqueline Brasil se hizo cargo de la presentación, reemplazando a Izabella Camargo, quien había estado ausente por problemas de salud. El 27 de enero de 2021, Thiago Oliveira dejó el noticiero para presentar Esporte Espetacular, siendo reemplazado por Alessandro Jodar. Oliveira presentó la sección deportiva desde noviembre de 2018.

## Recepción

### Audiencia
El programa incrementó la audiencia de Globo en un 85%, logrando que la emisora recuperara su liderazgo con 3,7 puntos en el Gran São Paulo, según Ibope. El 15 de febrero de 2016, registró su mayor audiencia con 5,8 puntos y, siete días después, batió el récord al registrar 6,3 puntos. Un año después de su estreno, el noticiero hizo que Globo aumentara su audiencia en franjas horarias en un 63% en São Paulo y un 57% en Río de Janeiro, con un crecimiento del 50% en el Painel Nacional de Televisão. En 2017, la audiencia de H1 se elevó a 5,7 puntos.

### Crítica
Daniel Castro, de Notícias da TV, analizó el debut del noticiero tras su estreno y destacó algunas novedades y la informalidad de Monalisa Perrone, pero criticó la «falta de noticias». La repetición de noticias del día anterior también fue criticada por el periodista.